# كفر بربري سليمان
قرية كفر بربري سليمان هي إحدى القرى التابعة لمركز ميت غمر في محافظة الدقهلية في جمهورية مصر العربية. حسب إحصاءات سنة 2006، بلغ إجمالي السكان في كفر بربري سليمان 803 نسمة، منهم 410 رجل و393 امرأة.